# Кгосиманг, Кабело
Кабело Кгосиманг — ботсванский легкоатлет, который специализируется в прыжках в высоту.
Четырёхкратный чемпион Африки и серебряный призёр Всеафриканских игр 2011 года. Чемпион Африки среди юниоров 2005 года. Занял 10-е место на чемпионате мира 2013 года в Москве.
С декабря 2005 года тренируется и живёт в Германии. Тренируется у специалиста Вольфганга Ритцдорфа, который был тренером олимпийских чемпионок Ульрике Мейфарт и Хайке Хенкель.
Выступал на Олимпиаде 2008 года, однако не смог выйти в финал.
Обладатель национального рекорда — 2,34 м.

## 2013—настоящее время
В 2014 году выступил на Континентальном кубке за сборную Африки, где занял 8-е место с результатом 2,18 м.